# 甲賀市立油日小学校
甲賀市立油日小学校（こうかしりつ あぶらひしょうがっこう）は、滋賀県甲賀市にある市立の小学校。

## 所在地
- 滋賀県甲賀市甲賀市甲賀町上野1322番地[1]

## 沿革
- 明治7年12月17日 - 初日学校（五反田、高嶺、和田）、就義学校（田堵野、上野、毛枚）、油櫟学校（油日、櫟野）、善誘学校（滝、他5カ村）が設立[2]
- 明治19年 - 初日学校、就義学校、油櫟学校が合併し簡易科尋常和田小学校に改称
- 明治22年10月 - 善誘学校と合併し尋常科油日小学校に改称
- 明治25年 - 尋常科油日小学校が油日東尋常小学校、油日西尋常小学校に分離
- 明治31年 - 油日東尋常小学校、油日西尋常小学校が合併し、現在地に移転し油日尋常小学校に改称
- 明治43年 - 高等科を併設し油日尋常高等小学校に改称
- 昭和16年 - 油日国民学校に改称
- 昭和22年 - 油日小学校に改称
- 昭和30年 - 町村合併により甲賀町立油日小学校に改称
- 平成16年10月1日 - 市町村合併により甲賀市立油日小学校に改称

## 校区
この小学校の校区は以下の通り。
甲賀町油日、甲賀町上野、甲賀町田堵野、甲賀町滝、甲賀町毛枚、甲賀町和田、甲賀町高嶺、甲賀町五反田、甲賀町鹿深台

## 学校教育目標
油日の先人の心を21世紀につなげる人づくりをする。
油日ならではの誠実で堅実な生き方も、伝統や人とのつながりを大切にする心も、みんなで子どもたちを育てあおうという温かさも、すべて先人から伝えられたもの。こうした地域の人々の気持ちに応え、未来を生きていく子どもたちに、これからの油日を支え創り出していく力を培う。

## 学校の特徴
- 窓の外に油日岳を望み、学校の周辺には緑豊かな田園地帯が広がる環境で育む[5]。
- 学校の歴史も古く、地域の支援や協力を受けながら今日までの伝統がある。
- 校庭には本格的なビオトープがあり、多くの生き物が定着し、環境教育が学校活動のひとつの柱となっている。毎年秋に地域や保護者とともにビオトープを中心に環境フェスティバルを行う。2019年に全国学校・園庭ビオトープコンクール2019で文部科学大臣賞を受賞した[6]。